# Candy Costie
Candy Costie (Seattle, 12 de março de 1963) é uma ex-nadadora sincronizada estadunidense, campeã olímpica.

## Carreira
Em 1984, nos Jogos Olímpicos de Los Angeles, foi medalhista de ouro no dueto ao lado de Tracie Ruiz, na primeira vitória olímpica, e no Pan de Caracas de 1983..
Ela foi induzida ao International Swimming Hall of Fame, em 1995..